# Tetraopes linsleyi
Tetraopes linsleyi är en skalbaggsart som beskrevs av Chemsak 1963. Tetraopes linsleyi ingår i släktet Tetraopes och familjen långhorningar. Inga underarter finns listade i Catalogue of Life.